# Fondazione (serie televisiva)
Fondazione (Foundation) è una serie televisiva statunitense di fantascienza liberamente ispirata dall'omonima serie di libri di Isaac Asimov e prodotta da David S. Goyer per Apple TV+. I primi due episodi della serie sono stati trasmessi il 24 settembre 2021, mentre la seconda stagione ha debuttato con il primo episodio il 14 luglio 2023. Lo stesso produttore David S. Goyer, in una intervista del gennaio 2021, ha auspicato uno sviluppo complessivo di 80 ore complessive per un totale di 80 episodi.

## Trama
Trentacinque anni prima del presente, nell'anno 12067 dell'Era Imperiale, Gaal Dornick, una ragazza prodigio proveniente dal pianeta di Synnax, viene chiamata sul pianeta Trantor, capitale dell'impero, come apprendista di un famoso scienziato, Hari Seldon. L'uomo è l'inventore di una nuova scienza, la psicostoria, per cui grazie alla matematica e alla statistica è in grado di ricavare proiezioni su eventi storici futuri e sul comportamento di grandi masse di popolazione. Grazie a questi studi, Seldon prevede la rovina della casata imperiale che da migliaia di anni governa sulla galassia, professando ordine e pace tra i vari popoli e pianeti. A causa di queste ipotesi, Seldon e l'appena arrivata Gaal vengono arrestati e condotti a processo davanti agli imperatori; i due scampano alla morte per un pelo, ma vengono esiliati sul pianeta Terminus, ai confini della galassia, dove potranno costruire la loro Fondazione e condurre i loro studi, in modo da rallentare il declino dell'Impero.

## Episodi
| Stagione         | Episodi | Pubblicazione USA | Pubblicazione Italia |
| ---------------- | ------- | ----------------- | -------------------- |
| Prima stagione   | 10      | 2021              | 2021                 |
| Seconda stagione | 10      | 2023              | 2023                 |
| Terza stagione   | 10      | 2025              | 2025                 |

## Personaggi ed interpreti

### Principali
- Hari Seldon, interpretato da Jared Harris, doppiato da Marco Mete.
Scienziato ideatore della psicostoria e del Piano Seldon.
- Brother Day - Fratello Giorno, interpretato da Lee Pace,[3] doppiato da Simone D'Andrea.
Il clone imperiale di mezza età della "dinastia genetica", che detiene il potere effettivo di Imperatore galattico.
- Gaal Dornick, interpretata da Lou Llobell, doppiata da Joy Saltarelli.
Genio matematico proveniente dal pianeta Synnax, dove era perseguitata per le sue capacità e considerata eretica.
- Salvor Hardin, interpretata da Leah Harvey, doppiata da Elena Perino.
Guardiana del pianeta Terminus ed eroina della prima crisi della Fondazione; in seguito si rivelerà essere la figlia genetica di Gaal Dornick e Raych Seldon.
- Eto Demerzel, interpretata da Laura Birn, doppiata da Elisa Carucci.
Enigmatica aiutante dell'Imperatore, è in realtà R. Daneel Olivaw, l'ultimo robot positronico sopravvissuto alla guerra tra umani e androidi.
- Brother Dusk - Fratello Tramonto, interpretato da Terrence Mann, doppiato da Massimo Giuliani
Il clone imperiale più anziano della "dinastia genetica", ritiratosi dai suoi doveri di Imperatore.
- Brother Dawn - Fratello Alba, interpretato da Cassian Bilton, doppiato da Manuel Meli.
Il clone imperiale più giovane della "dinastia genetica", destinato a diventare il prossimo Fratello Giorno.[3]

### Ricorrenti
- Raych Seldon, interpretato da Alfred Enoch, doppiato da Davide Perino.
Figlio adottivo di Seldon.
- Hugo Crast, interpretato da Daniel MacPherson, doppiato da Edoardo Stoppacciaro.
Commerciante interplanetario di Thespis e amante di Salvor Hardin.
- Phara Keaen, interpretata da Kubbra Sait, doppiata da Perla Liberatori.
Massimo ufficiale militare di Anacreon che conduce personalmente un raid su Terminus.

## Produzione

### Sviluppo
Il 27 giugno 2017 è stato riferito che Skydance Television stava sviluppando un adattamento della serie televisiva della saga di libri di fantascienza di Isaac Asimov Foundation, con David S. Goyer e Josh Friedman come scrittori della produzione. Al momento del rapporto, la società di produzione era nel pieno della conclusione di un accordo con la tenuta di Asimov per i diritti sulla serie di libri.
Il 10 aprile 2018 è stato annunciato che Apple, attraverso la sua Worldwide Video Unit, aveva acquistato la serie e l'aveva messa in sviluppo con il potenziale per un ordine di serie. È stato inoltre annunciato che anche Goyer e Friedman avrebbero dovuto servire come produttori esecutivi e showrunner. Altri produttori esecutivi annunciati includono David Ellison, Dana Goldberg e Marcy Ross.
Il 23 agosto 2018 è stato annunciato che Apple aveva dato alla produzione un ordine per una prima stagione della serie, composta da dieci episodi. È stato anche annunciato che la figlia di Asimov, Robyn Asimov, sarebbe stata produttrice esecutiva.
Il 7 ottobre 2021 Apple TV+ ha rinnovato la serie per una seconda stagione.

### Casting
Il 22 ottobre 2019 è stato annunciato che Lee Pace e Jared Harris erano stati scelti rispettivamente per i ruoli di Fratello Giorno e Hari Seldon. Inoltre, David Goyer è stato confermato come l'unico showrunner ufficiale della serie.
Il 4 dicembre 2019 sono stati annunciati altri cinque membri del cast: Lou Llobell interpreta Gaal, Leah Harvey interpreterà Salvor, Laura Birn reciterà nel ruolo di Eto Demerzel, Terrence Mann reciterà nel ruolo di Brother Dusk, Cassian Bilton interpreterà il ruolo di Brother Dawn.

### Riprese
Il 28 luglio 2019 è stato confermato che i Troy Studios di Limerick, in Irlanda, avrebbero ospitato la produzione dello spettacolo. Troy Studios ha precedentemente ospitato produzioni della serie Syfy NightFlyers. Secondo Screen Ireland la serie avrebbe richiesto l'impiego nello studio di oltre 500 persone.
Il 12 marzo 2020 Apple ha sospeso temporaneamente la produzione dello spettacolo in Irlanda a causa della pandemia di COVID-19, per riprenderla il 6 ottobre successivo. Il 27 gennaio 2021 Goyer ha annunciato che dopo la quarantena e la concessione di condizioni speciali da parte del governo maltese, la produzione ha ottenuto il permesso per girare a Malta, già considerata come set nei piani originali, ma dove in seguito alle ulteriori restrizioni imposte da Londra è stata trasferita gran parte della produzione. Le riprese a Malta sono terminate a febbraio 2021. Nel marzo 2021 il set si è  trasferito a Tuineje, Fuerteventura, per le scene in zone vulcaniche come la Caldera de los Arrabales e la Granja de Pozo Negro per poi proseguire a Tenerife dal 22 marzo 2021. Alcune scene (episodio S1E8 "The missing piece") sono state girate a "Cueva de los Verdes" Lanzarote. Le riprese si sono concluse ad aprile 2021, dopo 19 mesi.

## Distribuzione
Il 22 giugno 2020, nell'ambito della Conferenza mondiale degli sviluppatori, Apple ha diffuso un trailer della serie. Apple ha anche annunciato che la serie sarebbe stata presentata in anteprima nel 2021. Con un secondo trailer distribuito il 28 giugno 2021 Apple ha fissato il giorno di debutto per il 24 settembre 2021.
La seconda stagione viene pubblicata dal 14 luglio 2023 in tutti i paesi in cui il servizio è disponibile.

### Edizione italiana
La direzione del doppiaggio è di Daniele Giuliani e i dialoghi italiani sono curati dallo stesso Giuliani per conto della Dubbing Brothers Int. Italia che si è occupata anche della sonorizzazione.

## Differenze con l'opera letteraria
La serie presenta notevoli differenze con i romanzi di Asimov, aggiungendo numerose parti non presenti nell'opera letteraria, di cui vengono mantenuti pressoché inalterati solo Hari Seldon, il concetto di psicostoria e il piano Seldon con la creazione delle due Fondazioni. In particolare è stata aggiunta la clonazione e la religione imperiale, ed è diversa la modalità di risoluzione della prima "crisi Seldon" relativa ai rapporti con Anacreon e i pianeti vicini.
Tra i personaggi, nell'opera letteraria non sono presenti i fratelli imperatori, il commerciante Hugo e la "cacciatrice" Phara Keaen, mentre sono sostanzialmente diversi i ruoli di Eto Demerzel (che segue le leggi della robotica e ha un aspetto maschile), Raych Seldon, Gaal Dornick (che è un uomo e molto meno importante nella trama), Lewis Pirenne e Salvor Hardin (anche lui un uomo, senza poteri speciali e legami con Gaal e Raych).

## Riconoscimenti
- Premio Emmy
  - 2022 – Candidato per il miglior design dei titoli di testa[24]
  - 2022 – Candidato per i migliori effetti speciali in un'intera stagione o film[24]